# Gardiner River
Gardiner River är ett vattendrag i Kanada.   Det ligger i provinsen Ontario, i den sydöstra delen av landet, 700 km nordväst om huvudstaden Ottawa.
Omgivningarna runt Gardiner River är i huvudsak ett öppet busklandskap. Trakten runt Gardiner River är nära nog obefolkad, med mindre än två invånare per kvadratkilometer.